# Critérium du Dauphiné 2020
Critérium du Dauphiné 2020 – 72. edycja kolarskiego wyścigu Critérium du Dauphiné, która odbyła się w dniach 12-16 sierpnia 2020. Wyścig był częścią UCI World Tour 2020.
Wyścig początkowo miał się odbyć w dniach od 31 maja do 7 czerwca, jednak ze względu na pandemię COVID-19 został skrócony do pięciu etapów i przeniesiony na nowy, sierpniowy termin.

## Etapy
| Etap | Data   | Start – Meta                              | type        | Dystans (km) | Zwycięzca etapu | Lider                  |
| ---- | ------ | ----------------------------------------- | ----------- | ------------ | --------------- | ---------------------- |
| 1    | 12 sie | Clermont-Ferrand – Saint-Christo-en-Jarez | pagórkowaty | 218,5        | Wout van Aert   | Wout van Aert          |
| 2    | 13 sie | Vienne – Col de Porte                     | górski      | 181          | Primož Roglič   | Primož Roglič          |
| 3    | 14 sie | Corenc – Saint-Martin-de-Belleville       | górski      | 175,5        | Davide Formolo  | Primož Roglič          |
| 4    | 15 sie | Ugine – Megève                            | górski      | 173          | Lennard Kämna   | Primož Roglič          |
| 5    | 16 sie | Megève – Megève                           | górski      | 153,5        | Sepp Kuss       | Daniel Felipe Martínez |

## Uczestnicy

### Drużyny
| WorldTeams (19)- AG2R La Mondiale - Astana - Bahrain McLaren - Bora-Hansgrohe - CCC Team - Cofidis - Deceuninck-Quick Step - EF Pro Cycling - Groupama-FDJ - Israel Start-Up Nation - Lotto Soudal - Mitchelton-Scott - Movistar Team - NTT Pro Cycling - Ineos - Jumbo-Visma - Team Sunweb - Trek-Segafredo - UAE Team Emirates ProTeams (4)- Arkéa-Samsic - B&B Hotels-Vital Concept p/b KTM - Circus-Wanty Gobert - Total Direct Énergie |
| |

### Lista startowa
| Astana AST | Astana AST                     | Astana AST |
| ---------- | ------------------------------ | ---------- |
| Nr         | Kolarz                         | Miejsce    |
| 1          | Miguel Ángel López (COL)       | 5.         |
| 2          | Omar Fraile (ESP)              | DNS-5      |
| 3          | Gorka Izagirre (ESP)           | 31.        |
| 4          | Merhawi Kudus (ERI)            | 81.        |
| 5          | Aleksiej Łucenko (KAZ) (szosa) | 35.        |
| 6          | Luis León Sánchez (ESP)        | 57.        |
| 7          | Nikita Stalnow (KAZ)           | 103.       |

| EF Pro Cycling EF1 | EF Pro Cycling EF1           | EF Pro Cycling EF1 |
| ------------------ | ---------------------------- | ------------------ |
| Nr                 | Kolarz                       | Miejsce            |
| 11                 | Rigoberto Urán (COL)         | 22.                |
| 12                 | Hugh Carthy (GBR)            | 66.                |
| 13                 | Sergio Higuita (COL) (szosa) | 64.                |
| 14                 | Tanel Kangert (EST)          | 46.                |
| 15                 | Jens Keukeleire (BEL)        | 88.                |
| 16                 | Daniel Felipe Martínez (COL) | 1.                 |
| 17                 | Tejay van Garderen (USA)     | 82.                |

| Bora-Hansgrohe BOH | Bora-Hansgrohe BOH        | Bora-Hansgrohe BOH |
| ------------------ | ------------------------- | ------------------ |
| Nr                 | Kolarz                    | Miejsce            |
| 21                 | Emanuel Buchmann (GER)    | DNF-4              |
| 22                 | Felix Großschartner (AUT) | 61.                |
| 23                 | Lennard Kämna (GER)       | 8.                 |
| 24                 | Gregor Mühlberger (AUT)   | DNF-4              |
| 25                 | Daniel Oss (ITA)          | DNF-5              |
| 26                 | Peter Sagan (SVK)         | DNF-5              |
| 27                 | Andreas Schillinger (GER) | DNF-4              |

| Team Ineos INS | Team Ineos INS             | Team Ineos INS |
| -------------- | -------------------------- | -------------- |
| Nr             | Kolarz                     | Miejsce        |
| 31             | Egan Bernal (COL)          | DNS-4          |
| 32             | Jonathan Castroviejo (ESP) | 43.            |
| 33             | Chris Froome (GBR)         | 71.            |
| 34             | Michał Kwiatkowski (POL)   | DNF-5          |
| 35             | Pawieł Siwakow (RUS)       | 11.            |
| 36             | Geraint Thomas (GBR)       | 37.            |
| 37             | Dylan van Baarle (NED)     | 45.            |

| Groupama-FDJ GFC | Groupama-FDJ GFC                    | Groupama-FDJ GFC |
| ---------------- | ----------------------------------- | ---------------- |
| Nr               | Kolarz                              | Miejsce          |
| 41               | Thibaut Pinot (FRA)                 | 2.               |
| 42               | Bruno Armirail (FRA)                | 67.              |
| 43               | Antoine Duchesne (CAN)              | DNF-4            |
| 44               | Stefan Küng (SUI)                   | 41.              |
| 45               | Matthieu Ladagnous (FRA)            | 102.             |
| 46               | Valentin Madouas (FRA)              | 21.              |
| 47               | Sébastien Reichenbach (SUI) (szosa) | 13.              |

| Deceuninck-Quick Step DQT | Deceuninck-Quick Step DQT | Deceuninck-Quick Step DQT |
| ------------------------- | ------------------------- | ------------------------- |
| Nr                        | Kolarz                    | Miejsce                   |
| 51                        | Julian Alaphilippe (FRA)  | 24.                       |
| 52                        | Kasper Asgreen (DEN)      | 99.                       |
| 53                        | Rémi Cavagna (FRA)        | 100.                      |
| 54                        | Tim Declercq (BEL)        | 104.                      |
| 55                        | Bob Jungels (LUX) (szosa) | 42.                       |
| 56                        | James Knox (GBR)          | 76.                       |
| 57                        | Mauri Vansevenant (BEL)   | DNS-2                     |

| Jumbo-Visma TJV | Jumbo-Visma TJV             | Jumbo-Visma TJV |
| --------------- | --------------------------- | --------------- |
| Nr              | Kolarz                      | Miejsce         |
| 61              | Primož Roglič (SLO) (szosa) | DNS-5           |
| 62              | Tom Dumoulin (NED)          | 7.              |
| 63              | Robert Gesink (NED)         | 56.             |
| 64              | Steven Kruijswijk (NED)     | DNF-4           |
| 65              | Sepp Kuss (USA)             | 10.             |
| 66              | Tony Martin (GER)           | OTL-5           |
| 67              | Wout van Aert (BEL)         | 32.             |

| AG2R La Mondiale ALM | AG2R La Mondiale ALM         | AG2R La Mondiale ALM |
| -------------------- | ---------------------------- | -------------------- |
| Nr                   | Kolarz                       | Miejsce              |
| 71                   | Romain Bardet (FRA)          | 6.                   |
| 72                   | Mikaël Cherel (FRA)          | 36.                  |
| 73                   | Benoît Cosnefroy (FRA)       | DNS-5                |
| 74                   | Tony Gallopin (FRA)          | 85.                  |
| 75                   | Pierre Latour (FRA)          | 70.                  |
| 76                   | Aurélien Paret-Peintre (FRA) | 68.                  |
| 77                   | Nans Peters (FRA)            | 65.                  |

| UAE Team Emirates UAD | UAE Team Emirates UAD      | UAE Team Emirates UAD |
| --------------------- | -------------------------- | --------------------- |
| Nr                    | Kolarz                     | Miejsce               |
| 81                    | Tadej Pogačar (SLO)        | 4.                    |
| 82                    | Sven Erik Bystrøm (NOR)    | DNF-4                 |
| 83                    | David de la Cruz (ESP)     | 25.                   |
| 84                    | Davide Formolo (ITA)       | 26.                   |
| 85                    | Alexander Kristoff (NOR)   | OTL-5                 |
| 86                    | Vegard Stake Laengen (NOR) | 69.                   |
| 87                    | Jan Polanc (SLO)           | 47.                   |

| Movistar Team MOV | Movistar Team MOV                | Movistar Team MOV |
| ----------------- | -------------------------------- | ----------------- |
| Nr                | Kolarz                           | Miejsce           |
| 91                | Alejandro Valverde (ESP) (szosa) | 12.               |
| 92                | Enric Mas (ESP)                  | 20.               |
| 93                | Nelson Oliveira (POR)            | DNF-4             |
| 94                | Antonio Pedrero (ESP)            | 48.               |
| 95                | José Joaquín Rojas (ESP)         | 83.               |
| 96                | Marc Soler (ESP)                 | DNF-5             |
| 97                | Carlos Verona (ESP)              | 62.               |

| Mitchelton-Scott MTS | Mitchelton-Scott MTS          | Mitchelton-Scott MTS |
| -------------------- | ----------------------------- | -------------------- |
| Nr                   | Kolarz                        | Miejsce              |
| 101                  | Adam Yates (GBR)              | 17.                  |
| 102                  | Brent Bookwalter (USA)        | 77.                  |
| 103                  | Jack Haig (AUS)               | 27.                  |
| 104                  | Damien Howson (AUS)           | DNF-5                |
| 105                  | Daryl Impey (RSA)             | 89.                  |
| 106                  | Christopher Juul-Jensen (DEN) | 95.                  |
| 107                  | Nick Schultz (AUS)            | DNF-5                |

| Trek-Segafredo TFS | Trek-Segafredo TFS     | Trek-Segafredo TFS |
| ------------------ | ---------------------- | ------------------ |
| Nr                 | Kolarz                 | Miejsce            |
| 111                | Richie Porte (AUS)     | 15.                |
| 112                | Niklas Eg (DEN)        | 51.                |
| 113                | Kenny Elissonde (FRA)  | 16.                |
| 114                | Juan Pedro López (ESP) | DNS-3              |
| 115                | Michel Ries (LUX)      | 72.                |
| 116                | Toms Skujiņš (LAT)     | 63.                |
| 117                | Pieter Weening (NED)   | 94.                |

| Team Sunweb SUN | Team Sunweb SUN            | Team Sunweb SUN |
| --------------- | -------------------------- | --------------- |
| Nr              | Kolarz                     | Miejsce         |
| 121             | Tiesj Benoot (BEL)         | DNF-3           |
| 122             | Nikias Arndt (GER)         | 96.             |
| 123             | Mark Donovan (GBR)         | 59.             |
| 124             | Marc Hirschi (SUI)         | 23.             |
| 125             | Søren Kragh Andersen (DEN) | 80.             |
| 126             | Nicolas Roche (IRL)        | 39.             |
| 127             | Jasha Sütterlin (GER)      | 98.             |

| Arkéa-Samsic ARK | Arkéa-Samsic ARK             | Arkéa-Samsic ARK |
| ---------------- | ---------------------------- | ---------------- |
| Nr               | Kolarz                       | Miejsce          |
| 131              | Nairo Quintana (COL)         | DNF-5            |
| 132              | Winner Anacona (COL)         | DNF-5            |
| 133              | Warren Barguil (FRA) (szosa) | 9.               |
| 134              | Maxime Bouet (FRA)           | DNF-5            |
| 135              | Dayer Quintana (COL)         | DNF-5            |
| 136              | Diego Rosa (ITA)             | DNF-5            |
| 137              | Clément Russo (FRA)          | OTL-5            |

| NTT Pro Cycling NTT | NTT Pro Cycling NTT        | NTT Pro Cycling NTT |
| ------------------- | -------------------------- | ------------------- |
| Nr                  | Kolarz                     | Miejsce             |
| 141                 | Roman Kreuziger (CZE)      | DNF-5               |
| 142                 | Michael Gogl (AUT)         | DNF-5               |
| 143                 | Edvald Boasson Hagen (NOR) | DNF-5               |
| 144                 | Michael Valgren (DEN)      | DNF-5               |
| 145                 | Louis Meintjes (RSA)       | 49.                 |
| 146                 | Ben O’Connor (AUS)         | 92.                 |
| 147                 | Domenico Pozzovivo (ITA)   | 40.                 |

| Bahrain McLaren TBM | Bahrain McLaren TBM   | Bahrain McLaren TBM |
| ------------------- | --------------------- | ------------------- |
| Nr                  | Kolarz                | Miejsce             |
| 151                 | Mikel Landa (ESP)     | 18.                 |
| 152                 | Pello Bilbao (ESP)    | 33.                 |
| 153                 | Damiano Caruso (ITA)  | 29.                 |
| 154                 | Sonny Colbrelli (ITA) | 101.                |
| 155                 | Matej Mohorič (SLO)   | 55.                 |
| 156                 | Dylan Teuns (BEL)     | 91.                 |
| 157                 | Rafael Valls (ESP)    | 52.                 |

| Cofidis COF | Cofidis COF               | Cofidis COF |
| ----------- | ------------------------- | ----------- |
| Nr          | Kolarz                    | Miejsce     |
| 161         | Guillaume Martin (FRA)    | 3.          |
| 162         | Nicolas Edet (FRA)        | 34.         |
| 163         | Victor Lafay (FRA)        | 75.         |
| 164         | Luis Ángel Maté (ESP)     | 86.         |
| 165         | Anthony Perez (FRA)       | 73.         |
| 166         | Pierre-Luc Périchon (FRA) | DNF-5       |
| 167         | Stéphane Rossetto (FRA)   | 44.         |

| Israel Start-Up Nation ISN | Israel Start-Up Nation ISN | Israel Start-Up Nation ISN |
| -------------------------- | -------------------------- | -------------------------- |
| Nr                         | Kolarz                     | Miejsce                    |
| 171                        | Daniel Martin (IRL)        | DNS-3                      |
| 172                        | André Greipel (GER)        | DNF-4                      |
| 173                        | Hugo Hofstetter (FRA)      | 93.                        |
| 174                        | Krists Neilands (LAT)      | 60.                        |
| 175                        | Gaj Niw (ISR)              | 97.                        |
| 176                        | Nils Politt (GER)          | DNS-4                      |
| 177                        | Mads Würtz Schmidt (DEN)   | 74.                        |

| Lotto-Soudal LTS | Lotto-Soudal LTS         | Lotto-Soudal LTS |
| ---------------- | ------------------------ | ---------------- |
| Nr               | Kolarz                   | Miejsce          |
| 181              | Carl Fredrik Hagen (NOR) | 30.              |
| 182              | Sander Armée (BEL)       | DNF-5            |
| 183              | Thomas De Gendt (BEL)    | 58.              |
| 184              | Rémy Mertz (BEL)         | DNF-5            |
| 185              | Brent Van Moer (BEL)     | DNF-1            |
| 186              | Harm Vanhoucke (BEL)     | 50.              |
| 187              | Jelle Wallays (BEL)      | DNF-4            |

| Total Direct Énergie TDE | Total Direct Énergie TDE | Total Direct Énergie TDE |
| ------------------------ | ------------------------ | ------------------------ |
| Nr                       | Kolarz                   | Miejsce                  |
| 191                      | Rein Taaramäe (EST)      | DNF-5                    |
| 192                      | Niccolò Bonifazio (ITA)  | DNF-1                    |
| 193                      | Mathieu Burgaudeau (FRA) | DNF-3                    |
| 194                      | Jérôme Cousin (FRA)      | OTL-2                    |
| 195                      | Fabien Grellier (FRA)    | DNF-5                    |
| 196                      | Romain Sicard (FRA)      | 38.                      |
| 197                      | Geoffrey Soupe (FRA)     | OTL-5                    |

| CCC Team CCC | CCC Team CCC             | CCC Team CCC |
| ------------ | ------------------------ | ------------ |
| Nr           | Kolarz                   | Miejsce      |
| 201          | Fausto Masnada (ITA)     | 28.          |
| 202          | William Barta (USA)      | 53.          |
| 203          | Víctor de la Parte (ESP) | 19.          |
| 204          | Jan Hirt (CZE)           | DNF-1        |
| 205          | Pawieł Koczetkow (RUS)   | 78.          |
| 206          | Michael Schär (SUI)      | 90.          |
| 207          | Łukasz Wiśniowski (POL)  | DNF-5        |

| Circus-Wanty Gobert CWG | Circus-Wanty Gobert CWG | Circus-Wanty Gobert CWG |
| ----------------------- | ----------------------- | ----------------------- |
| Nr                      | Kolarz                  | Miejsce                 |
| 211                     | Jan Bakelants (BEL)     | 54.                     |
| 212                     | Jeremy Bellicaud (FRA)  | DNF-4                   |
| 213                     | Thomas Degand (BEL)     | 79.                     |
| 214                     | Fabien Doubey (FRA)     | 84.                     |
| 215                     | Alexander Evans (AUS)   | OTL-5                   |
| 216                     | Quinten Hermans (BEL)   | DNF-1                   |
| 217                     | Xandro Meurisse (BEL)   | DNF-5                   |

| B&B Hotels-Vital Concept p/b KTM BVC | B&B Hotels-Vital Concept p/b KTM BVC | B&B Hotels-Vital Concept p/b KTM BVC |
| ------------------------------------ | ------------------------------------ | ------------------------------------ |
| Nr                                   | Kolarz                               | Miejsce                              |
| 221                                  | Pierre Rolland (FRA)                 | 14.                                  |
| 222                                  | Maxime Chevalier (FRA)               | OTL-5                                |
| 223                                  | Arnaud Courteille (FRA)              | 105.                                 |
| 224                                  | Cyril Gautier (FRA)                  | 87.                                  |
| 225                                  | Quentin Pacher (FRA)                 | DNF-3                                |
| 226                                  | Sebastian Schönberger (AUT)          | OTL-5                                |
| 227                                  | Tom-Jelte Slagter (NED)              | 106.                                 |

| Astana AST | Astana AST                     | Astana AST |
| ---------- | ------------------------------ | ---------- |
| Nr         | Kolarz                         | Miejsce    |
| 1          | Miguel Ángel López (COL)       | 5.         |
| 2          | Omar Fraile (ESP)              | DNS-5      |
| 3          | Gorka Izagirre (ESP)           | 31.        |
| 4          | Merhawi Kudus (ERI)            | 81.        |
| 5          | Aleksiej Łucenko (KAZ) (szosa) | 35.        |
| 6          | Luis León Sánchez (ESP)        | 57.        |
| 7          | Nikita Stalnow (KAZ)           | 103.       |

| EF Pro Cycling EF1 | EF Pro Cycling EF1           | EF Pro Cycling EF1 |
| ------------------ | ---------------------------- | ------------------ |
| Nr                 | Kolarz                       | Miejsce            |
| 11                 | Rigoberto Urán (COL)         | 22.                |
| 12                 | Hugh Carthy (GBR)            | 66.                |
| 13                 | Sergio Higuita (COL) (szosa) | 64.                |
| 14                 | Tanel Kangert (EST)          | 46.                |
| 15                 | Jens Keukeleire (BEL)        | 88.                |
| 16                 | Daniel Felipe Martínez (COL) | 1.                 |
| 17                 | Tejay van Garderen (USA)     | 82.                |

| Bora-Hansgrohe BOH | Bora-Hansgrohe BOH        | Bora-Hansgrohe BOH |
| ------------------ | ------------------------- | ------------------ |
| Nr                 | Kolarz                    | Miejsce            |
| 21                 | Emanuel Buchmann (GER)    | DNF-4              |
| 22                 | Felix Großschartner (AUT) | 61.                |
| 23                 | Lennard Kämna (GER)       | 8.                 |
| 24                 | Gregor Mühlberger (AUT)   | DNF-4              |
| 25                 | Daniel Oss (ITA)          | DNF-5              |
| 26                 | Peter Sagan (SVK)         | DNF-5              |
| 27                 | Andreas Schillinger (GER) | DNF-4              |

| Team Ineos INS | Team Ineos INS             | Team Ineos INS |
| -------------- | -------------------------- | -------------- |
| Nr             | Kolarz                     | Miejsce        |
| 31             | Egan Bernal (COL)          | DNS-4          |
| 32             | Jonathan Castroviejo (ESP) | 43.            |
| 33             | Chris Froome (GBR)         | 71.            |
| 34             | Michał Kwiatkowski (POL)   | DNF-5          |
| 35             | Pawieł Siwakow (RUS)       | 11.            |
| 36             | Geraint Thomas (GBR)       | 37.            |
| 37             | Dylan van Baarle (NED)     | 45.            |

| Groupama-FDJ GFC | Groupama-FDJ GFC                    | Groupama-FDJ GFC |
| ---------------- | ----------------------------------- | ---------------- |
| Nr               | Kolarz                              | Miejsce          |
| 41               | Thibaut Pinot (FRA)                 | 2.               |
| 42               | Bruno Armirail (FRA)                | 67.              |
| 43               | Antoine Duchesne (CAN)              | DNF-4            |
| 44               | Stefan Küng (SUI)                   | 41.              |
| 45               | Matthieu Ladagnous (FRA)            | 102.             |
| 46               | Valentin Madouas (FRA)              | 21.              |
| 47               | Sébastien Reichenbach (SUI) (szosa) | 13.              |

| Deceuninck-Quick Step DQT | Deceuninck-Quick Step DQT | Deceuninck-Quick Step DQT |
| ------------------------- | ------------------------- | ------------------------- |
| Nr                        | Kolarz                    | Miejsce                   |
| 51                        | Julian Alaphilippe (FRA)  | 24.                       |
| 52                        | Kasper Asgreen (DEN)      | 99.                       |
| 53                        | Rémi Cavagna (FRA)        | 100.                      |
| 54                        | Tim Declercq (BEL)        | 104.                      |
| 55                        | Bob Jungels (LUX) (szosa) | 42.                       |
| 56                        | James Knox (GBR)          | 76.                       |
| 57                        | Mauri Vansevenant (BEL)   | DNS-2                     |

| Jumbo-Visma TJV | Jumbo-Visma TJV             | Jumbo-Visma TJV |
| --------------- | --------------------------- | --------------- |
| Nr              | Kolarz                      | Miejsce         |
| 61              | Primož Roglič (SLO) (szosa) | DNS-5           |
| 62              | Tom Dumoulin (NED)          | 7.              |
| 63              | Robert Gesink (NED)         | 56.             |
| 64              | Steven Kruijswijk (NED)     | DNF-4           |
| 65              | Sepp Kuss (USA)             | 10.             |
| 66              | Tony Martin (GER)           | OTL-5           |
| 67              | Wout van Aert (BEL)         | 32.             |

| AG2R La Mondiale ALM | AG2R La Mondiale ALM         | AG2R La Mondiale ALM |
| -------------------- | ---------------------------- | -------------------- |
| Nr                   | Kolarz                       | Miejsce              |
| 71                   | Romain Bardet (FRA)          | 6.                   |
| 72                   | Mikaël Cherel (FRA)          | 36.                  |
| 73                   | Benoît Cosnefroy (FRA)       | DNS-5                |
| 74                   | Tony Gallopin (FRA)          | 85.                  |
| 75                   | Pierre Latour (FRA)          | 70.                  |
| 76                   | Aurélien Paret-Peintre (FRA) | 68.                  |
| 77                   | Nans Peters (FRA)            | 65.                  |

| UAE Team Emirates UAD | UAE Team Emirates UAD      | UAE Team Emirates UAD |
| --------------------- | -------------------------- | --------------------- |
| Nr                    | Kolarz                     | Miejsce               |
| 81                    | Tadej Pogačar (SLO)        | 4.                    |
| 82                    | Sven Erik Bystrøm (NOR)    | DNF-4                 |
| 83                    | David de la Cruz (ESP)     | 25.                   |
| 84                    | Davide Formolo (ITA)       | 26.                   |
| 85                    | Alexander Kristoff (NOR)   | OTL-5                 |
| 86                    | Vegard Stake Laengen (NOR) | 69.                   |
| 87                    | Jan Polanc (SLO)           | 47.                   |

| Movistar Team MOV | Movistar Team MOV                | Movistar Team MOV |
| ----------------- | -------------------------------- | ----------------- |
| Nr                | Kolarz                           | Miejsce           |
| 91                | Alejandro Valverde (ESP) (szosa) | 12.               |
| 92                | Enric Mas (ESP)                  | 20.               |
| 93                | Nelson Oliveira (POR)            | DNF-4             |
| 94                | Antonio Pedrero (ESP)            | 48.               |
| 95                | José Joaquín Rojas (ESP)         | 83.               |
| 96                | Marc Soler (ESP)                 | DNF-5             |
| 97                | Carlos Verona (ESP)              | 62.               |

| Mitchelton-Scott MTS | Mitchelton-Scott MTS          | Mitchelton-Scott MTS |
| -------------------- | ----------------------------- | -------------------- |
| Nr                   | Kolarz                        | Miejsce              |
| 101                  | Adam Yates (GBR)              | 17.                  |
| 102                  | Brent Bookwalter (USA)        | 77.                  |
| 103                  | Jack Haig (AUS)               | 27.                  |
| 104                  | Damien Howson (AUS)           | DNF-5                |
| 105                  | Daryl Impey (RSA)             | 89.                  |
| 106                  | Christopher Juul-Jensen (DEN) | 95.                  |
| 107                  | Nick Schultz (AUS)            | DNF-5                |

| Trek-Segafredo TFS | Trek-Segafredo TFS     | Trek-Segafredo TFS |
| ------------------ | ---------------------- | ------------------ |
| Nr                 | Kolarz                 | Miejsce            |
| 111                | Richie Porte (AUS)     | 15.                |
| 112                | Niklas Eg (DEN)        | 51.                |
| 113                | Kenny Elissonde (FRA)  | 16.                |
| 114                | Juan Pedro López (ESP) | DNS-3              |
| 115                | Michel Ries (LUX)      | 72.                |
| 116                | Toms Skujiņš (LAT)     | 63.                |
| 117                | Pieter Weening (NED)   | 94.                |

| Team Sunweb SUN | Team Sunweb SUN            | Team Sunweb SUN |
| --------------- | -------------------------- | --------------- |
| Nr              | Kolarz                     | Miejsce         |
| 121             | Tiesj Benoot (BEL)         | DNF-3           |
| 122             | Nikias Arndt (GER)         | 96.             |
| 123             | Mark Donovan (GBR)         | 59.             |
| 124             | Marc Hirschi (SUI)         | 23.             |
| 125             | Søren Kragh Andersen (DEN) | 80.             |
| 126             | Nicolas Roche (IRL)        | 39.             |
| 127             | Jasha Sütterlin (GER)      | 98.             |

| Arkéa-Samsic ARK | Arkéa-Samsic ARK             | Arkéa-Samsic ARK |
| ---------------- | ---------------------------- | ---------------- |
| Nr               | Kolarz                       | Miejsce          |
| 131              | Nairo Quintana (COL)         | DNF-5            |
| 132              | Winner Anacona (COL)         | DNF-5            |
| 133              | Warren Barguil (FRA) (szosa) | 9.               |
| 134              | Maxime Bouet (FRA)           | DNF-5            |
| 135              | Dayer Quintana (COL)         | DNF-5            |
| 136              | Diego Rosa (ITA)             | DNF-5            |
| 137              | Clément Russo (FRA)          | OTL-5            |

| NTT Pro Cycling NTT | NTT Pro Cycling NTT        | NTT Pro Cycling NTT |
| ------------------- | -------------------------- | ------------------- |
| Nr                  | Kolarz                     | Miejsce             |
| 141                 | Roman Kreuziger (CZE)      | DNF-5               |
| 142                 | Michael Gogl (AUT)         | DNF-5               |
| 143                 | Edvald Boasson Hagen (NOR) | DNF-5               |
| 144                 | Michael Valgren (DEN)      | DNF-5               |
| 145                 | Louis Meintjes (RSA)       | 49.                 |
| 146                 | Ben O’Connor (AUS)         | 92.                 |
| 147                 | Domenico Pozzovivo (ITA)   | 40.                 |

| Bahrain McLaren TBM | Bahrain McLaren TBM   | Bahrain McLaren TBM |
| ------------------- | --------------------- | ------------------- |
| Nr                  | Kolarz                | Miejsce             |
| 151                 | Mikel Landa (ESP)     | 18.                 |
| 152                 | Pello Bilbao (ESP)    | 33.                 |
| 153                 | Damiano Caruso (ITA)  | 29.                 |
| 154                 | Sonny Colbrelli (ITA) | 101.                |
| 155                 | Matej Mohorič (SLO)   | 55.                 |
| 156                 | Dylan Teuns (BEL)     | 91.                 |
| 157                 | Rafael Valls (ESP)    | 52.                 |

| Cofidis COF | Cofidis COF               | Cofidis COF |
| ----------- | ------------------------- | ----------- |
| Nr          | Kolarz                    | Miejsce     |
| 161         | Guillaume Martin (FRA)    | 3.          |
| 162         | Nicolas Edet (FRA)        | 34.         |
| 163         | Victor Lafay (FRA)        | 75.         |
| 164         | Luis Ángel Maté (ESP)     | 86.         |
| 165         | Anthony Perez (FRA)       | 73.         |
| 166         | Pierre-Luc Périchon (FRA) | DNF-5       |
| 167         | Stéphane Rossetto (FRA)   | 44.         |

| Israel Start-Up Nation ISN | Israel Start-Up Nation ISN | Israel Start-Up Nation ISN |
| -------------------------- | -------------------------- | -------------------------- |
| Nr                         | Kolarz                     | Miejsce                    |
| 171                        | Daniel Martin (IRL)        | DNS-3                      |
| 172                        | André Greipel (GER)        | DNF-4                      |
| 173                        | Hugo Hofstetter (FRA)      | 93.                        |
| 174                        | Krists Neilands (LAT)      | 60.                        |
| 175                        | Gaj Niw (ISR)              | 97.                        |
| 176                        | Nils Politt (GER)          | DNS-4                      |
| 177                        | Mads Würtz Schmidt (DEN)   | 74.                        |

| Lotto-Soudal LTS | Lotto-Soudal LTS         | Lotto-Soudal LTS |
| ---------------- | ------------------------ | ---------------- |
| Nr               | Kolarz                   | Miejsce          |
| 181              | Carl Fredrik Hagen (NOR) | 30.              |
| 182              | Sander Armée (BEL)       | DNF-5            |
| 183              | Thomas De Gendt (BEL)    | 58.              |
| 184              | Rémy Mertz (BEL)         | DNF-5            |
| 185              | Brent Van Moer (BEL)     | DNF-1            |
| 186              | Harm Vanhoucke (BEL)     | 50.              |
| 187              | Jelle Wallays (BEL)      | DNF-4            |

| Total Direct Énergie TDE | Total Direct Énergie TDE | Total Direct Énergie TDE |
| ------------------------ | ------------------------ | ------------------------ |
| Nr                       | Kolarz                   | Miejsce                  |
| 191                      | Rein Taaramäe (EST)      | DNF-5                    |
| 192                      | Niccolò Bonifazio (ITA)  | DNF-1                    |
| 193                      | Mathieu Burgaudeau (FRA) | DNF-3                    |
| 194                      | Jérôme Cousin (FRA)      | OTL-2                    |
| 195                      | Fabien Grellier (FRA)    | DNF-5                    |
| 196                      | Romain Sicard (FRA)      | 38.                      |
| 197                      | Geoffrey Soupe (FRA)     | OTL-5                    |

| CCC Team CCC | CCC Team CCC             | CCC Team CCC |
| ------------ | ------------------------ | ------------ |
| Nr           | Kolarz                   | Miejsce      |
| 201          | Fausto Masnada (ITA)     | 28.          |
| 202          | William Barta (USA)      | 53.          |
| 203          | Víctor de la Parte (ESP) | 19.          |
| 204          | Jan Hirt (CZE)           | DNF-1        |
| 205          | Pawieł Koczetkow (RUS)   | 78.          |
| 206          | Michael Schär (SUI)      | 90.          |
| 207          | Łukasz Wiśniowski (POL)  | DNF-5        |

| Circus-Wanty Gobert CWG | Circus-Wanty Gobert CWG | Circus-Wanty Gobert CWG |
| ----------------------- | ----------------------- | ----------------------- |
| Nr                      | Kolarz                  | Miejsce                 |
| 211                     | Jan Bakelants (BEL)     | 54.                     |
| 212                     | Jeremy Bellicaud (FRA)  | DNF-4                   |
| 213                     | Thomas Degand (BEL)     | 79.                     |
| 214                     | Fabien Doubey (FRA)     | 84.                     |
| 215                     | Alexander Evans (AUS)   | OTL-5                   |
| 216                     | Quinten Hermans (BEL)   | DNF-1                   |
| 217                     | Xandro Meurisse (BEL)   | DNF-5                   |

| B&B Hotels-Vital Concept p/b KTM BVC | B&B Hotels-Vital Concept p/b KTM BVC | B&B Hotels-Vital Concept p/b KTM BVC |
| ------------------------------------ | ------------------------------------ | ------------------------------------ |
| Nr                                   | Kolarz                               | Miejsce                              |
| 221                                  | Pierre Rolland (FRA)                 | 14.                                  |
| 222                                  | Maxime Chevalier (FRA)               | OTL-5                                |
| 223                                  | Arnaud Courteille (FRA)              | 105.                                 |
| 224                                  | Cyril Gautier (FRA)                  | 87.                                  |
| 225                                  | Quentin Pacher (FRA)                 | DNF-3                                |
| 226                                  | Sebastian Schönberger (AUT)          | OTL-5                                |
| 227                                  | Tom-Jelte Slagter (NED)              | 106.                                 |

Legenda: DNF – nie ukończył etapu, OTL – przekroczył limit czasu, DNS – nie wystartował do etapu, DSQ – zdyskwalifikowany. Numer przy skrócie oznacza etap, na którym kolarz opuścił wyścig.

## Wyniki etapów

### Etap 1
| \| Klasyfikacja etapu \| Klasyfikacja etapu \| Klasyfikacja etapu \| Klasyfikacja etapu \| Klasyfikacja etapu \| \| Kolarz \| Kolarz \| Państwo \| Drużyna \| Czas \| \| ------------------ \| ------------------ \| ------------------ \| ------------------ \| ------------------ \| \| 1. \| Wout van Aert \| Belgia \| Jumbo-Visma \| 5h 27' 42" \| \| 2. \| Daryl Impey \| Południowa Afryka \| Mitchelton-Scott \| + 0" \| \| 3. \| Egan Bernal \| Kolumbia \| Team Ineos \| + 0" \| \| 4. \| Alejandro Valverde \| Hiszpania \| Movistar Team \| + 0" \| \| 5. \| Tadej Pogačar \| Słowenia \| UAE Team Emirates \| + 0" \| \| 6. \| Aleksiej Łucenko \| Kazachstan \| Astana \| + 0" \| \| 7. \| Sergio Higuita \| Kolumbia \| EF Pro Cycling \| + 0" \| \| 8. \| Benoît Cosnefroy \| Francja \| AG2R La Mondiale \| + 0" \| \| 9. \| Primož Roglič \| Słowenia \| Jumbo-Visma \| + 0" \| \| 10. \| Guillaume Martin \| Francja \| Cofidis \| + 0" \| |                    |                   |                   |            |
| |                    |                   |                   |            |
| Źródło: ProCyclingStats |                    |                   |                   |            |
| Klasyfikacja etapu |                    |                   |                   |            |
| Kolarz | Kolarz             | Państwo           | Drużyna           | Czas       |
| 1. | Wout van Aert      | Belgia            | Jumbo-Visma       | 5h 27' 42" |
| 2. | Daryl Impey        | Południowa Afryka | Mitchelton-Scott  | + 0"       |
| 3. | Egan Bernal        | Kolumbia          | Team Ineos        | + 0"       |
| 4. | Alejandro Valverde | Hiszpania         | Movistar Team     | + 0"       |
| 5. | Tadej Pogačar      | Słowenia          | UAE Team Emirates | + 0"       |
| 6. | Aleksiej Łucenko   | Kazachstan        | Astana            | + 0"       |
| 7. | Sergio Higuita     | Kolumbia          | EF Pro Cycling    | + 0"       |
| 8. | Benoît Cosnefroy   | Francja           | AG2R La Mondiale  | + 0"       |
| 9. | Primož Roglič      | Słowenia          | Jumbo-Visma       | + 0"       |
| 10. | Guillaume Martin   | Francja           | Cofidis           | + 0"       |

| \| Klasyfikacja generalna \| Klasyfikacja generalna \| Klasyfikacja generalna \| Klasyfikacja generalna \| Klasyfikacja generalna \| \| Kolarz \| Kolarz \| Państwo \| Drużyna \| Czas \| \| ---------------------- \| ---------------------- \| ---------------------- \| ---------------------- \| ---------------------- \| \| 1. \| Wout van Aert \| Belgia \| Jumbo-Visma \| 5h 27' 32" \| \| 2. \| Daryl Impey \| Południowa Afryka \| Mitchelton-Scott \| + 4" \| \| 3. \| Egan Bernal \| Kolumbia \| Team Ineos \| + 6" \| \| 4. \| Alejandro Valverde \| Hiszpania \| Movistar Team \| + 10" \| \| 5. \| Tadej Pogačar \| Słowenia \| UAE Team Emirates \| + 10" \| \| 6. \| Aleksiej Łucenko \| Kazachstan \| Astana \| + 10" \| \| 7. \| Sergio Higuita \| Kolumbia \| EF Pro Cycling \| + 10" \| \| 8. \| Benoît Cosnefroy \| Francja \| AG2R La Mondiale \| + 10" \| \| 9. \| Primož Roglič \| Słowenia \| Jumbo-Visma \| + 10" \| \| 10. \| Guillaume Martin \| Francja \| Cofidis \| + 10" \| |                    |                   |                   |            |
| |                    |                   |                   |            |
| Źródło: ProCyclingStats |                    |                   |                   |            |
| Klasyfikacja generalna |                    |                   |                   |            |
| Kolarz | Kolarz             | Państwo           | Drużyna           | Czas       |
| 1. | Wout van Aert      | Belgia            | Jumbo-Visma       | 5h 27' 32" |
| 2. | Daryl Impey        | Południowa Afryka | Mitchelton-Scott  | + 4"       |
| 3. | Egan Bernal        | Kolumbia          | Team Ineos        | + 6"       |
| 4. | Alejandro Valverde | Hiszpania         | Movistar Team     | + 10"      |
| 5. | Tadej Pogačar      | Słowenia          | UAE Team Emirates | + 10"      |
| 6. | Aleksiej Łucenko   | Kazachstan        | Astana            | + 10"      |
| 7. | Sergio Higuita     | Kolumbia          | EF Pro Cycling    | + 10"      |
| 8. | Benoît Cosnefroy   | Francja           | AG2R La Mondiale  | + 10"      |
| 9. | Primož Roglič      | Słowenia          | Jumbo-Visma       | + 10"      |
| 10. | Guillaume Martin   | Francja           | Cofidis           | + 10"      |

### Etap 2
| \| Klasyfikacja etapu \| Klasyfikacja etapu \| Klasyfikacja etapu \| Klasyfikacja etapu \| Klasyfikacja etapu \| \| Kolarz \| Kolarz \| Państwo \| Drużyna \| Czas \| \| ------------------ \| ---------------------- \| ------------------ \| ------------------ \| ------------------ \| \| 1. \| Primož Roglič \| Słowenia \| Jumbo-Visma \| 3h 39' 40" \| \| 2. \| Thibaut Pinot \| Francja \| Groupama-FDJ \| + 8" \| \| 3. \| Emanuel Buchmann \| Niemcy \| Bora-Hansgrohe \| + 8" \| \| 4. \| Guillaume Martin \| Francja \| Cofidis \| + 8" \| \| 5. \| Nairo Quintana \| Kolumbia \| Arkéa-Samsic \| + 10" \| \| 6. \| Miguel Ángel López \| Kolumbia \| Astana \| + 10" \| \| 7. \| Daniel Felipe Martínez \| Kolumbia \| EF Pro Cycling \| + 10" \| \| 8. \| Mikel Landa \| Hiszpania \| Bahrain McLaren \| + 10" \| \| 9. \| Richie Porte \| Australia \| Trek-Segafredo \| + 10" \| \| 10. \| Egan Bernal \| Kolumbia \| Team Ineos \| + 10" \| |                        |           |                 |            |
| |                        |           |                 |            |
| Źródło: ProCyclingStats |                        |           |                 |            |
| Klasyfikacja etapu |                        |           |                 |            |
| Kolarz | Kolarz                 | Państwo   | Drużyna         | Czas       |
| 1. | Primož Roglič          | Słowenia  | Jumbo-Visma     | 3h 39' 40" |
| 2. | Thibaut Pinot          | Francja   | Groupama-FDJ    | + 8"       |
| 3. | Emanuel Buchmann       | Niemcy    | Bora-Hansgrohe  | + 8"       |
| 4. | Guillaume Martin       | Francja   | Cofidis         | + 8"       |
| 5. | Nairo Quintana         | Kolumbia  | Arkéa-Samsic    | + 10"      |
| 6. | Miguel Ángel López     | Kolumbia  | Astana          | + 10"      |
| 7. | Daniel Felipe Martínez | Kolumbia  | EF Pro Cycling  | + 10"      |
| 8. | Mikel Landa            | Hiszpania | Bahrain McLaren | + 10"      |
| 9. | Richie Porte           | Australia | Trek-Segafredo  | + 10"      |
| 10. | Egan Bernal            | Kolumbia  | Team Ineos      | + 10"      |

| \| Klasyfikacja generalna \| Klasyfikacja generalna \| Klasyfikacja generalna \| Klasyfikacja generalna \| Klasyfikacja generalna \| \| Kolarz \| Kolarz \| Państwo \| Drużyna \| Czas \| \| ---------------------- \| ---------------------- \| ---------------------- \| ---------------------- \| ---------------------- \| \| 1. \| Primož Roglič \| Słowenia \| Jumbo-Visma \| 9h 07' 12" \| \| 2. \| Thibaut Pinot \| Francja \| Groupama-FDJ \| + 12" \| \| 3. \| Emanuel Buchmann \| Niemcy \| Bora-Hansgrohe \| + 14" \| \| 4. \| Egan Bernal \| Kolumbia \| Team Ineos \| + 16" \| \| 5. \| Guillaume Martin \| Francja \| Cofidis \| + 18" \| \| 6. \| Nairo Quintana \| Kolumbia \| Arkéa-Samsic \| + 20" \| \| 7. \| Richie Porte \| Australia \| Trek-Segafredo \| + 20" \| \| 8. \| Mikel Landa \| Hiszpania \| Bahrain McLaren \| + 20" \| \| 9. \| Miguel Ángel López \| Kolumbia \| Astana \| + 20" \| \| 10. \| Daniel Felipe Martínez \| Kolumbia \| EF Pro Cycling \| + 20" \| |                        |           |                 |            |
| |                        |           |                 |            |
| Źródło: ProCyclingStats |                        |           |                 |            |
| Klasyfikacja generalna |                        |           |                 |            |
| Kolarz | Kolarz                 | Państwo   | Drużyna         | Czas       |
| 1. | Primož Roglič          | Słowenia  | Jumbo-Visma     | 9h 07' 12" |
| 2. | Thibaut Pinot          | Francja   | Groupama-FDJ    | + 12"      |
| 3. | Emanuel Buchmann       | Niemcy    | Bora-Hansgrohe  | + 14"      |
| 4. | Egan Bernal            | Kolumbia  | Team Ineos      | + 16"      |
| 5. | Guillaume Martin       | Francja   | Cofidis         | + 18"      |
| 6. | Nairo Quintana         | Kolumbia  | Arkéa-Samsic    | + 20"      |
| 7. | Richie Porte           | Australia | Trek-Segafredo  | + 20"      |
| 8. | Mikel Landa            | Hiszpania | Bahrain McLaren | + 20"      |
| 9. | Miguel Ángel López     | Kolumbia  | Astana          | + 20"      |
| 10. | Daniel Felipe Martínez | Kolumbia  | EF Pro Cycling  | + 20"      |

### Etap 3
| \| Klasyfikacja etapu \| Klasyfikacja etapu \| Klasyfikacja etapu \| Klasyfikacja etapu \| Klasyfikacja etapu \| \| Kolarz \| Kolarz \| Państwo \| Drużyna \| Czas \| \| ------------------ \| ---------------------- \| ------------------ \| ------------------ \| ------------------ \| \| 1. \| Davide Formolo \| Włochy \| UAE Team Emirates \| 4h 06' 56" \| \| 2. \| Primož Roglič \| Słowenia \| Jumbo-Visma \| + 33" \| \| 3. \| Thibaut Pinot \| Francja \| Groupama-FDJ \| + 33" \| \| 4. \| Emanuel Buchmann \| Niemcy \| Bora-Hansgrohe \| + 33" \| \| 5. \| Daniel Felipe Martínez \| Kolumbia \| EF Pro Cycling \| + 33" \| \| 6. \| Mikel Landa \| Hiszpania \| Bahrain McLaren \| + 33" \| \| 7. \| Guillaume Martin \| Francja \| Cofidis \| + 33" \| \| 8. \| Tadej Pogačar \| Słowenia \| UAE Team Emirates \| + 33" \| \| 9. \| Pawieł Siwakow \| Rosja \| Team Ineos \| + 39" \| \| 10. \| Miguel Ángel López \| Kolumbia \| Astana \| + 39" \| |                        |           |                   |            |
| |                        |           |                   |            |
| Źródło: ProCyclingStats |                        |           |                   |            |
| Klasyfikacja etapu |                        |           |                   |            |
| Kolarz | Kolarz                 | Państwo   | Drużyna           | Czas       |
| 1. | Davide Formolo         | Włochy    | UAE Team Emirates | 4h 06' 56" |
| 2. | Primož Roglič          | Słowenia  | Jumbo-Visma       | + 33"      |
| 3. | Thibaut Pinot          | Francja   | Groupama-FDJ      | + 33"      |
| 4. | Emanuel Buchmann       | Niemcy    | Bora-Hansgrohe    | + 33"      |
| 5. | Daniel Felipe Martínez | Kolumbia  | EF Pro Cycling    | + 33"      |
| 6. | Mikel Landa            | Hiszpania | Bahrain McLaren   | + 33"      |
| 7. | Guillaume Martin       | Francja   | Cofidis           | + 33"      |
| 8. | Tadej Pogačar          | Słowenia  | UAE Team Emirates | + 33"      |
| 9. | Pawieł Siwakow         | Rosja     | Team Ineos        | + 39"      |
| 10. | Miguel Ángel López     | Kolumbia  | Astana            | + 39"      |

| \| Klasyfikacja generalna \| Klasyfikacja generalna \| Klasyfikacja generalna \| Klasyfikacja generalna \| Klasyfikacja generalna \| \| Kolarz \| Kolarz \| Państwo \| Drużyna \| Czas \| \| ---------------------- \| ---------------------- \| ---------------------- \| ---------------------- \| ---------------------- \| \| 1. \| Primož Roglič \| Słowenia \| Jumbo-Visma \| 13h 14' 35" \| \| 2. \| Thibaut Pinot \| Francja \| Groupama-FDJ \| + 14" \| \| 3. \| Emanuel Buchmann \| Niemcy \| Bora-Hansgrohe \| + 20" \| \| 4. \| Guillaume Martin \| Francja \| Cofidis \| + 24" \| \| 5. \| Mikel Landa \| Hiszpania \| Bahrain McLaren \| + 26" \| \| 6. \| Daniel Felipe Martínez \| Kolumbia \| EF Pro Cycling \| + 26" \| \| 7. \| Egan Bernal \| Kolumbia \| Team Ineos \| + 31" \| \| 8. \| Miguel Ángel López \| Kolumbia \| Astana \| + 32" \| \| 9. \| Nairo Quintana \| Kolumbia \| Arkéa-Samsic \| + 35" \| \| 10. \| Richie Porte \| Australia \| Trek-Segafredo \| + 35" \| |                        |           |                 |             |
| |                        |           |                 |             |
| Źródło: ProCyclingStats |                        |           |                 |             |
| Klasyfikacja generalna |                        |           |                 |             |
| Kolarz | Kolarz                 | Państwo   | Drużyna         | Czas        |
| 1. | Primož Roglič          | Słowenia  | Jumbo-Visma     | 13h 14' 35" |
| 2. | Thibaut Pinot          | Francja   | Groupama-FDJ    | + 14"       |
| 3. | Emanuel Buchmann       | Niemcy    | Bora-Hansgrohe  | + 20"       |
| 4. | Guillaume Martin       | Francja   | Cofidis         | + 24"       |
| 5. | Mikel Landa            | Hiszpania | Bahrain McLaren | + 26"       |
| 6. | Daniel Felipe Martínez | Kolumbia  | EF Pro Cycling  | + 26"       |
| 7. | Egan Bernal            | Kolumbia  | Team Ineos      | + 31"       |
| 8. | Miguel Ángel López     | Kolumbia  | Astana          | + 32"       |
| 9. | Nairo Quintana         | Kolumbia  | Arkéa-Samsic    | + 35"       |
| 10. | Richie Porte           | Australia | Trek-Segafredo  | + 35"       |

### Etap 4
| \| Klasyfikacja etapu \| Klasyfikacja etapu \| Klasyfikacja etapu \| Klasyfikacja etapu \| Klasyfikacja etapu \| \| Kolarz \| Kolarz \| Państwo \| Drużyna \| Czas \| \| ------------------ \| ------------------ \| ------------------ \| --------------------- \| ------------------ \| \| 1. \| Lennard Kämna \| Niemcy \| Bora-Hansgrohe \| 4h 27' 56" \| \| 2. \| David de la Cruz \| Hiszpania \| UAE Team Emirates \| + 41" \| \| 3. \| Julian Alaphilippe \| Francja \| Deceuninck-Quick Step \| + 56" \| \| 4. \| Jack Haig \| Australia \| Mitchelton-Scott \| + 58" \| \| 5. \| Kenny Elissonde \| Francja \| Trek-Segafredo \| + 1' 02" \| \| 6. \| Fausto Masnada \| Włochy \| CCC Team \| + 1' 10" \| \| 7. \| Michał Kwiatkowski \| Polska \| Team Ineos \| + 1' 19" \| \| 8. \| Marc Hirschi \| Szwajcaria \| Team Sunweb \| + 1' 43" \| \| 9. \| Thibaut Pinot \| Francja \| Groupama-FDJ \| + 3' 01" \| \| 10. \| Primož Roglič \| Słowenia \| Jumbo-Visma \| + 3' 01" \| |                    |            |                       |            |
| |                    |            |                       |            |
| Źródło: ProCyclingStats |                    |            |                       |            |
| Klasyfikacja etapu |                    |            |                       |            |
| Kolarz | Kolarz             | Państwo    | Drużyna               | Czas       |
| 1. | Lennard Kämna      | Niemcy     | Bora-Hansgrohe        | 4h 27' 56" |
| 2. | David de la Cruz   | Hiszpania  | UAE Team Emirates     | + 41"      |
| 3. | Julian Alaphilippe | Francja    | Deceuninck-Quick Step | + 56"      |
| 4. | Jack Haig          | Australia  | Mitchelton-Scott      | + 58"      |
| 5. | Kenny Elissonde    | Francja    | Trek-Segafredo        | + 1' 02"   |
| 6. | Fausto Masnada     | Włochy     | CCC Team              | + 1' 10"   |
| 7. | Michał Kwiatkowski | Polska     | Team Ineos            | + 1' 19"   |
| 8. | Marc Hirschi       | Szwajcaria | Team Sunweb           | + 1' 43"   |
| 9. | Thibaut Pinot      | Francja    | Groupama-FDJ          | + 3' 01"   |
| 10. | Primož Roglič      | Słowenia   | Jumbo-Visma           | + 3' 01"   |

| \| Klasyfikacja generalna \| Klasyfikacja generalna \| Klasyfikacja generalna \| Klasyfikacja generalna \| Klasyfikacja generalna \| \| Kolarz \| Kolarz \| Państwo \| Drużyna \| Czas \| \| ---------------------- \| ---------------------- \| ---------------------- \| ---------------------- \| ---------------------- \| \| 1. \| Primož Roglič \| Słowenia \| Jumbo-Visma \| 17h 45' 32" \| \| 2. \| Thibaut Pinot \| Francja \| Groupama-FDJ \| + 14" \| \| 3. \| Guillaume Martin \| Francja \| Cofidis \| + 24" \| \| 4. \| Mikel Landa \| Hiszpania \| Bahrain McLaren \| + 26" \| \| 5. \| Daniel Felipe Martínez \| Kolumbia \| EF Pro Cycling \| + 26" \| \| 6. \| Miguel Ángel López \| Kolumbia \| Astana \| + 32" \| \| 7. \| Nairo Quintana \| Kolumbia \| Arkéa-Samsic \| + 35" \| \| 8. \| Richie Porte \| Australia \| Trek-Segafredo \| + 35" \| \| 9. \| Tadej Pogačar \| Słowenia \| UAE Team Emirates \| + 1' 17" \| \| 10. \| Romain Bardet \| Francja \| AG2R La Mondiale \| + 1' 24" \| |                        |           |                   |             |
| |                        |           |                   |             |
| Źródło: ProCyclingStats |                        |           |                   |             |
| Klasyfikacja generalna |                        |           |                   |             |
| Kolarz | Kolarz                 | Państwo   | Drużyna           | Czas        |
| 1. | Primož Roglič          | Słowenia  | Jumbo-Visma       | 17h 45' 32" |
| 2. | Thibaut Pinot          | Francja   | Groupama-FDJ      | + 14"       |
| 3. | Guillaume Martin       | Francja   | Cofidis           | + 24"       |
| 4. | Mikel Landa            | Hiszpania | Bahrain McLaren   | + 26"       |
| 5. | Daniel Felipe Martínez | Kolumbia  | EF Pro Cycling    | + 26"       |
| 6. | Miguel Ángel López     | Kolumbia  | Astana            | + 32"       |
| 7. | Nairo Quintana         | Kolumbia  | Arkéa-Samsic      | + 35"       |
| 8. | Richie Porte           | Australia | Trek-Segafredo    | + 35"       |
| 9. | Tadej Pogačar          | Słowenia  | UAE Team Emirates | + 1' 17"    |
| 10. | Romain Bardet          | Francja   | AG2R La Mondiale  | + 1' 24"    |

### Etap 5
| \| Klasyfikacja etapu \| Klasyfikacja etapu \| Klasyfikacja etapu \| Klasyfikacja etapu \| Klasyfikacja etapu \| \| Kolarz \| Kolarz \| Państwo \| Drużyna \| Czas \| \| ------------------ \| ---------------------- \| ------------------ \| ------------------ \| ------------------ \| \| 1. \| Sepp Kuss \| Stany Zjednoczone \| Jumbo-Visma \| 3h 58' 39" \| \| 2. \| Daniel Felipe Martínez \| Kolumbia \| EF Pro Cycling \| + 27" \| \| 3. \| Tadej Pogačar \| Słowenia \| UAE Team Emirates \| + 30" \| \| 4. \| Pawieł Siwakow \| Rosja \| Team Ineos \| + 45" \| \| 5. \| Tom Dumoulin \| Holandia \| Jumbo-Visma \| + 51" \| \| 6. \| Lennard Kämna \| Niemcy \| Bora-Hansgrohe \| + 51" \| \| 7. \| Thibaut Pinot \| Francja \| Groupama-FDJ \| + 1' 02" \| \| 8. \| Guillaume Martin \| Francja \| Cofidis \| + 1' 04" \| \| 9. \| Romain Bardet \| Francja \| AG2R La Mondiale \| + 1' 06" \| \| 10. \| Warren Barguil \| Francja \| Arkéa-Samsic \| + 1' 06" \| |                        |                   |                   |            |
| |                        |                   |                   |            |
| Źródło: ProCyclingStats |                        |                   |                   |            |
| Klasyfikacja etapu |                        |                   |                   |            |
| Kolarz | Kolarz                 | Państwo           | Drużyna           | Czas       |
| 1. | Sepp Kuss              | Stany Zjednoczone | Jumbo-Visma       | 3h 58' 39" |
| 2. | Daniel Felipe Martínez | Kolumbia          | EF Pro Cycling    | + 27"      |
| 3. | Tadej Pogačar          | Słowenia          | UAE Team Emirates | + 30"      |
| 4. | Pawieł Siwakow         | Rosja             | Team Ineos        | + 45"      |
| 5. | Tom Dumoulin           | Holandia          | Jumbo-Visma       | + 51"      |
| 6. | Lennard Kämna          | Niemcy            | Bora-Hansgrohe    | + 51"      |
| 7. | Thibaut Pinot          | Francja           | Groupama-FDJ      | + 1' 02"   |
| 8. | Guillaume Martin       | Francja           | Cofidis           | + 1' 04"   |
| 9. | Romain Bardet          | Francja           | AG2R La Mondiale  | + 1' 06"   |
| 10. | Warren Barguil         | Francja           | Arkéa-Samsic      | + 1' 06"   |

## Klasyfikacje

### Klasyfikacja generalna
| \| Klasyfikacja generalna \| Klasyfikacja generalna \| Klasyfikacja generalna \| Klasyfikacja generalna \| Klasyfikacja generalna \| \| Kolarz \| Kolarz \| Państwo \| Drużyna \| Czas \| \| ---------------------- \| ---------------------- \| ---------------------- \| ---------------------- \| ---------------------- \| \| 1. \| Daniel Felipe Martínez \| Kolumbia \| EF Pro Cycling \| 21h 44' 58" \| \| 2. \| Thibaut Pinot \| Francja \| Groupama-FDJ \| + 29" \| \| 3. \| Guillaume Martin \| Francja \| Cofidis \| + 41" \| \| 4. \| Tadej Pogačar \| Słowenia \| UAE Team Emirates \| + 56" \| \| 5. \| Miguel Ángel López \| Kolumbia \| Astana \| + 1' 38" \| \| 6. \| Romain Bardet \| Francja \| AG2R La Mondiale \| + 1' 43" \| \| 7. \| Tom Dumoulin \| Holandia \| Jumbo-Visma \| + 2' 07" \| \| 8. \| Lennard Kämna \| Niemcy \| Bora-Hansgrohe \| + 2' 14" \| \| 9. \| Warren Barguil \| Francja \| Arkéa-Samsic \| + 2' 49" \| \| 10. \| Sepp Kuss \| Stany Zjednoczone \| Jumbo-Visma \| + 2' 55" \| |                        |                   |                   |             |
| |                        |                   |                   |             |
| Źródło: ProCyclingStats |                        |                   |                   |             |
| Klasyfikacja generalna |                        |                   |                   |             |
| Kolarz | Kolarz                 | Państwo           | Drużyna           | Czas        |
| 1. | Daniel Felipe Martínez | Kolumbia          | EF Pro Cycling    | 21h 44' 58" |
| 2. | Thibaut Pinot          | Francja           | Groupama-FDJ      | + 29"       |
| 3. | Guillaume Martin       | Francja           | Cofidis           | + 41"       |
| 4. | Tadej Pogačar          | Słowenia          | UAE Team Emirates | + 56"       |
| 5. | Miguel Ángel López     | Kolumbia          | Astana            | + 1' 38"    |
| 6. | Romain Bardet          | Francja           | AG2R La Mondiale  | + 1' 43"    |
| 7. | Tom Dumoulin           | Holandia          | Jumbo-Visma       | + 2' 07"    |
| 8. | Lennard Kämna          | Niemcy            | Bora-Hansgrohe    | + 2' 14"    |
| 9. | Warren Barguil         | Francja           | Arkéa-Samsic      | + 2' 49"    |
| 10. | Sepp Kuss              | Stany Zjednoczone | Jumbo-Visma       | + 2' 55"    |

| Klasyfikacja punktowa | Klasyfikacja punktowa  | Klasyfikacja punktowa | Klasyfikacja punktowa | Klasyfikacja punktowa |
| Kolarz                | Kolarz                 | Państwo               | Drużyna               | Punkty                |
| --------------------- | ---------------------- | --------------------- | --------------------- | --------------------- |
| 1.                    | Wout van Aert          | Belgia                | Jumbo-Visma           | 29 pkt                |
| 2.                    | Tadej Pogačar          | Słowenia              | UAE Team Emirates     | 29 pkt                |
| 3.                    | Thibaut Pinot          | Francja               | Groupama-FDJ          | 28 pkt                |
| 4.                    | Daniel Felipe Martínez | Kolumbia              | EF Pro Cycling        | 22 pkt                |
| 5.                    | Daryl Impey            | Południowa Afryka     | Mitchelton-Scott      | 22 pkt                |
| 6.                    | Guillaume Martin       | Francja               | Cofidis               | 21 pkt                |
| 7.                    | Lennard Kämna          | Niemcy                | Bora-Hansgrohe        | 20 pkt                |
| 8.                    | Pawieł Siwakow         | Rosja                 | Team Ineos            | 20 pkt                |
| 9.                    | Davide Formolo         | Włochy                | UAE Team Emirates     | 19 pkt                |
| 10.                   | Alejandro Valverde     | Hiszpania             | Movistar Team         | 18 pkt                |

| Klasyfikacja punktowa | Klasyfikacja punktowa  | Klasyfikacja punktowa | Klasyfikacja punktowa | Klasyfikacja punktowa |
| Kolarz                | Kolarz                 | Państwo               | Drużyna               | Punkty                |
| --------------------- | ---------------------- | --------------------- | --------------------- | --------------------- |
| 1.                    | Wout van Aert          | Belgia                | Jumbo-Visma           | 29 pkt                |
| 2.                    | Tadej Pogačar          | Słowenia              | UAE Team Emirates     | 29 pkt                |
| 3.                    | Thibaut Pinot          | Francja               | Groupama-FDJ          | 28 pkt                |
| 4.                    | Daniel Felipe Martínez | Kolumbia              | EF Pro Cycling        | 22 pkt                |
| 5.                    | Daryl Impey            | Południowa Afryka     | Mitchelton-Scott      | 22 pkt                |
| 6.                    | Guillaume Martin       | Francja               | Cofidis               | 21 pkt                |
| 7.                    | Lennard Kämna          | Niemcy                | Bora-Hansgrohe        | 20 pkt                |
| 8.                    | Pawieł Siwakow         | Rosja                 | Team Ineos            | 20 pkt                |
| 9.                    | Davide Formolo         | Włochy                | UAE Team Emirates     | 19 pkt                |
| 10.                   | Alejandro Valverde     | Hiszpania             | Movistar Team         | 18 pkt                |

| Klasyfikacja górska | Klasyfikacja górska | Klasyfikacja górska | Klasyfikacja górska   | Klasyfikacja górska |
| Kolarz              | Kolarz              | Państwo             | Drużyna               | Punkty              |
| ------------------- | ------------------- | ------------------- | --------------------- | ------------------- |
| 1.                  | David de la Cruz    | Hiszpania           | UAE Team Emirates     | 68 pkt              |
| 2.                  | Julian Alaphilippe  | Francja             | Deceuninck-Quick Step | 52 pkt              |
| 3.                  | Fausto Masnada      | Włochy              | CCC Team              | 28 pkt              |
| 4.                  | Pawieł Siwakow      | Rosja               | Team Ineos            | 26 pkt              |
| 5.                  | Thibaut Pinot       | Francja             | Groupama-FDJ          | 26 pkt              |
| 6.                  | Davide Formolo      | Włochy              | UAE Team Emirates     | 25 pkt              |
| 7.                  | Sepp Kuss           | Stany Zjednoczone   | Jumbo-Visma           | 19 pkt              |
| 8.                  | Michael Schär       | Szwajcaria          | CCC Team              | 16 pkt              |
| 9.                  | Tadej Pogačar       | Słowenia            | UAE Team Emirates     | 15 pkt              |
| 10.                 | Lennard Kämna       | Niemcy              | Bora-Hansgrohe        | 12 pkt              |

| Klasyfikacja górska | Klasyfikacja górska | Klasyfikacja górska | Klasyfikacja górska   | Klasyfikacja górska |
| Kolarz              | Kolarz              | Państwo             | Drużyna               | Punkty              |
| ------------------- | ------------------- | ------------------- | --------------------- | ------------------- |
| 1.                  | David de la Cruz    | Hiszpania           | UAE Team Emirates     | 68 pkt              |
| 2.                  | Julian Alaphilippe  | Francja             | Deceuninck-Quick Step | 52 pkt              |
| 3.                  | Fausto Masnada      | Włochy              | CCC Team              | 28 pkt              |
| 4.                  | Pawieł Siwakow      | Rosja               | Team Ineos            | 26 pkt              |
| 5.                  | Thibaut Pinot       | Francja             | Groupama-FDJ          | 26 pkt              |
| 6.                  | Davide Formolo      | Włochy              | UAE Team Emirates     | 25 pkt              |
| 7.                  | Sepp Kuss           | Stany Zjednoczone   | Jumbo-Visma           | 19 pkt              |
| 8.                  | Michael Schär       | Szwajcaria          | CCC Team              | 16 pkt              |
| 9.                  | Tadej Pogačar       | Słowenia            | UAE Team Emirates     | 15 pkt              |
| 10.                 | Lennard Kämna       | Niemcy              | Bora-Hansgrohe        | 12 pkt              |

| Klasyfikacja młodzieżowa | Klasyfikacja młodzieżowa | Klasyfikacja młodzieżowa | Klasyfikacja młodzieżowa | Klasyfikacja młodzieżowa |
| Kolarz                   | Kolarz                   | Państwo                  | Drużyna                  | Czas                     |
| ------------------------ | ------------------------ | ------------------------ | ------------------------ | ------------------------ |
| 1.                       | Daniel Felipe Martínez   | Kolumbia                 | EF Pro Cycling           | 21h 44' 58"              |
| 2.                       | Tadej Pogačar            | Słowenia                 | UAE Team Emirates        | + 56"                    |
| 3.                       | Lennard Kämna            | Niemcy                   | Bora-Hansgrohe           | + 2' 14"                 |
| 4.                       | Pawieł Siwakow           | Rosja                    | Team Ineos               | + 3' 10"                 |
| 5.                       | Enric Mas                | Hiszpania                | Movistar Team            | + 22' 33"                |
| 6.                       | Valentin Madouas         | Francja                  | Groupama-FDJ             | + 26' 51"                |
| 7.                       | Marc Hirschi             | Szwajcaria               | Team Sunweb              | + 31' 15"                |
| 8.                       | Harm Vanhoucke           | Belgia                   | Lotto-Soudal             | + 1h 04' 54"             |
| 9.                       | Niklas Eg                | Dania                    | Trek-Segafredo           | + 1h 05' 18"             |
| 10.                      | William Barta            | Stany Zjednoczone        | CCC Team                 | + 1h 06' 36"             |

| Klasyfikacja młodzieżowa | Klasyfikacja młodzieżowa | Klasyfikacja młodzieżowa | Klasyfikacja młodzieżowa | Klasyfikacja młodzieżowa |
| Kolarz                   | Kolarz                   | Państwo                  | Drużyna                  | Czas                     |
| ------------------------ | ------------------------ | ------------------------ | ------------------------ | ------------------------ |
| 1.                       | Daniel Felipe Martínez   | Kolumbia                 | EF Pro Cycling           | 21h 44' 58"              |
| 2.                       | Tadej Pogačar            | Słowenia                 | UAE Team Emirates        | + 56"                    |
| 3.                       | Lennard Kämna            | Niemcy                   | Bora-Hansgrohe           | + 2' 14"                 |
| 4.                       | Pawieł Siwakow           | Rosja                    | Team Ineos               | + 3' 10"                 |
| 5.                       | Enric Mas                | Hiszpania                | Movistar Team            | + 22' 33"                |
| 6.                       | Valentin Madouas         | Francja                  | Groupama-FDJ             | + 26' 51"                |
| 7.                       | Marc Hirschi             | Szwajcaria               | Team Sunweb              | + 31' 15"                |
| 8.                       | Harm Vanhoucke           | Belgia                   | Lotto-Soudal             | + 1h 04' 54"             |
| 9.                       | Niklas Eg                | Dania                    | Trek-Segafredo           | + 1h 05' 18"             |
| 10.                      | William Barta            | Stany Zjednoczone        | CCC Team                 | + 1h 06' 36"             |

| Klasyfikacja drużynowa | Klasyfikacja drużynowa | Klasyfikacja drużynowa       | Klasyfikacja drużynowa |
| Drużyna                | Drużyna                | Państwo                      | Czas                   |
| ---------------------- | ---------------------- | ---------------------------- | ---------------------- |
| 1.                     | Jumbo-Visma            | Holandia                     | 65h 32' 37"            |
| 2.                     | Groupama-FDJ           | Francja                      | + 18' 51"              |
| 3.                     | Ineos                  | Wielka Brytania              | + 21' 55"              |
| 4.                     | Movistar Team          | Hiszpania                    | + 40' 36"              |
| 5.                     | UAE Team Emirates      | Zjednoczone Emiraty Arabskie | + 47' 49"              |
| 6.                     | EF Pro Cycling         | Stany Zjednoczone            | + 49' 57"              |
| 7.                     | Trek-Segafredo         | Stany Zjednoczone            | + 55' 43"              |
| 8.                     | Bahrain McLaren        | Bahrajn                      | + 1h 02' 53"           |
| 9.                     | Cofidis                | Francja                      | + 1h 08' 00"           |
| 10.                    | Astana                 | Kazachstan                   | + 1h 11' 40"           |

| Klasyfikacja drużynowa | Klasyfikacja drużynowa | Klasyfikacja drużynowa       | Klasyfikacja drużynowa |
| Drużyna                | Drużyna                | Państwo                      | Czas                   |
| ---------------------- | ---------------------- | ---------------------------- | ---------------------- |
| 1.                     | Jumbo-Visma            | Holandia                     | 65h 32' 37"            |
| 2.                     | Groupama-FDJ           | Francja                      | + 18' 51"              |
| 3.                     | Ineos                  | Wielka Brytania              | + 21' 55"              |
| 4.                     | Movistar Team          | Hiszpania                    | + 40' 36"              |
| 5.                     | UAE Team Emirates      | Zjednoczone Emiraty Arabskie | + 47' 49"              |
| 6.                     | EF Pro Cycling         | Stany Zjednoczone            | + 49' 57"              |
| 7.                     | Trek-Segafredo         | Stany Zjednoczone            | + 55' 43"              |
| 8.                     | Bahrain McLaren        | Bahrajn                      | + 1h 02' 53"           |
| 9.                     | Cofidis                | Francja                      | + 1h 08' 00"           |
| 10.                    | Astana                 | Kazachstan                   | + 1h 11' 40"           |